# Simon Lekumburri
Simão, właśc. Simon Lekumburri (ur. 14 marca 1962) – angolski piłkarz grający na pozycji bramkarza.

## Kariera klubowa
W swojej karierze piłkarskiej Simão grał w klubie Progresso do Sambizanga.

## Kariera reprezentacyjna
W 1998 roku Simão został powołany do kadry Angoli na Puchar Narodów Afryki 1998. Na nim był rezerwowym bramkarzem i nie rozegrał żadnego meczu.